# Rycerz Sinobrody

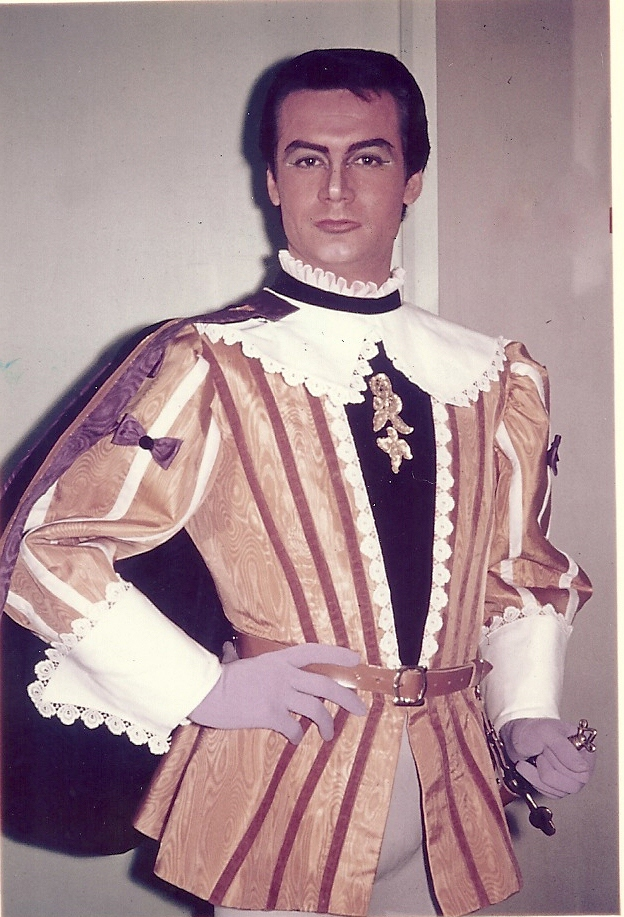
Bernard Muracciole w roli Księcia Saphira.

Rycerz Sinobrody (także Sinobrody fr. Barbe-Bleue) – operetka Jacques’a Offenbacha w trzech aktach. Libretto zostało napisane przez Henriego Meilhaca i Ludovica Halévy’ego. Prapremiera odbyła się w Paryżu w dniu 5 lutego 1866.

## Treść
Fabuła utworu osnuta jest wokół przypisywanej Charlesowi Perrault baśni o Sinobrodym. Młoda wieśniaczka Boulotte zostaje wytypowana na szóstą żonę Rycerza Sinobrodego. Sam Sinobrody zerka jednak na królewnę Hermię. Popolani (alchemik w służbie Sinobrodego) wie co to oznacza: Boulotte tuż po ślubie będzie musiała zostać zgładzona, aby umożliwić Sinobrodemu siódme małżeństwo. Sinobrody ma bowiem swoje zasady: z kobietą może żyć jedynie w legalnym związku, a że kocha wszystkie kobiety – nie potrafi być wierny tylko jednej. Jedynym wyjściem jest pozbywanie się kolejnych żon, w czym pomaga alchemik Popolani zatrudniony do przygotowywania trucizn. W jego pracowni znajduje się już pięć grobowców poprzednich żon. Tym razem musi pracować w pocie czoła, bo już o północy Sinobrody chce być wdowcem gotowym do poślubienia Hermii.
Sinobrody wprowadza Boulotte do pracowni Sinobrodego i cynicznie opowiada jej całą tę historię pokazując pięć grobowców i szósty – przeznaczony dla niej. Popolani podaje jej truciznę i prezentuje zadowolonemu rycerzowi zwłoki jego szóstej żony. Gdy Sinobrody wychodzi, alchemik natychmiast przywraca Boulotte świadomość. Okazuje się, że w rzeczywistości wcale jej nie zamordował, a jedynie podał środek nasenny. Tak samo postąpił z poprzednimi żonami: wszystkie teraz mieszkają w ukryciu w jego komnacie. Alchemik ma dość tej sytuacji i postanawia ją zakończyć.
Wieczorem na zamku odbywają się zaślubiny Hermii z księciem Saphirem. Uroczystość zakłóca Rycerz Sinobrody, który oświadcza, że jego szósta żona zmarła dziś wieczorem, więc by nie przedłużać swej rozpaczy prosi o rękę pięknej Hermii. Rodzinie się to oczywiście nie podoba, dochodzi zatem do pojedynku pomiędzy Sinobrodym i Saphirem. Saphir przegrany pada na ziemię, a Sinobrody prowadzi Hermię do ołtarza. W ostatniej chwili jednak ślub przerywa grupa cygańskich tancerek. W rzeczywistości to przebrany Popolani z byłymi żonami Sinobrodego. Wchodzi w porozumienie z Oskarem, ministrem królewskim. Jego historia jest podobna: chorobliwie zazdrosny król każe mu ścinać głowy każdemu, kto choćby spojrzy na jego małżonkę. Oskar jednak nie wykonuje wyroków, a ukrywa skazanych w pałacu. Dochodzi do konfrontacji: gdy młoda para wraca z kaplicy z orszakiem weselnym, Oskar proponuje gościom występ cygańskich muzyków. Podczas tańca wszyscy zrzucają przebrania i ukazuje się: sześć żon Sinobrodego, pięciu rzekomo zgładzonych dworzan królewskich oraz... książę Saphir, który jak się okazało tylko zemdlał podczas pojedynku. Boulotte wpada na fantastyczny pomysł: skoro jest siedem par, trzeba wyprawić siedmiokrotne wesele. Tak też się dzieje.

## Rycerz Sinobrodyw Polsce[3]
Premiera polska odbyła się w Warszawie 28 czerwca 1870. W okresie powojennym wystawiano Rycerza Sinobrodego m.in. w:
- Operetce Poznańskiej (1963, reż. Janusz Golc).
- Operze i Filharmonii Bałtyckiej w Gdańsku (1967, reż. Lia Rotbaum)

Następnie popularność zyskała adaptacja Waltera Felsensteina (dość wierna oryginałowi, różniąca się jedynie w szczegółach). Libretto na język polski przełożyli Zenon Keller i Tadeusz Kijonka. W tej wersji utwór był wystawiany w:
- Operze Śląskiej w Bytomiu (1973, reż. Wolfgang Weit)
- Teatrze Muzycznym w Łodzi (1981, reż. Meliwa Guram)
- Operze Śląskiej w Bytomiu (1995, reż. Wolfgang Weit)